# Astàixikha
Astàixikha (en rus: Асташиха) és un poble de l'óblast de l'Amur, a Rússia, que el 2018 tenia 106 habitants, pertany al districte de Bureiski.